# Passage de la Vierge
Le passage de la Vierge est une voie du 7e arrondissement de Paris, en France.

## Situation et accès
Le passage de la Vierge est situé dans le 7e arrondissement de Paris. Il débute au 54, rue Cler et se termine au 75, avenue Bosquet.

## Origine du nom
Ce passage doit son nom à la chapelle de la Vierge, construite en 1737, devenue aujourd'hui l'église Saint-Pierre-du-Gros-Caillou.

## Historique

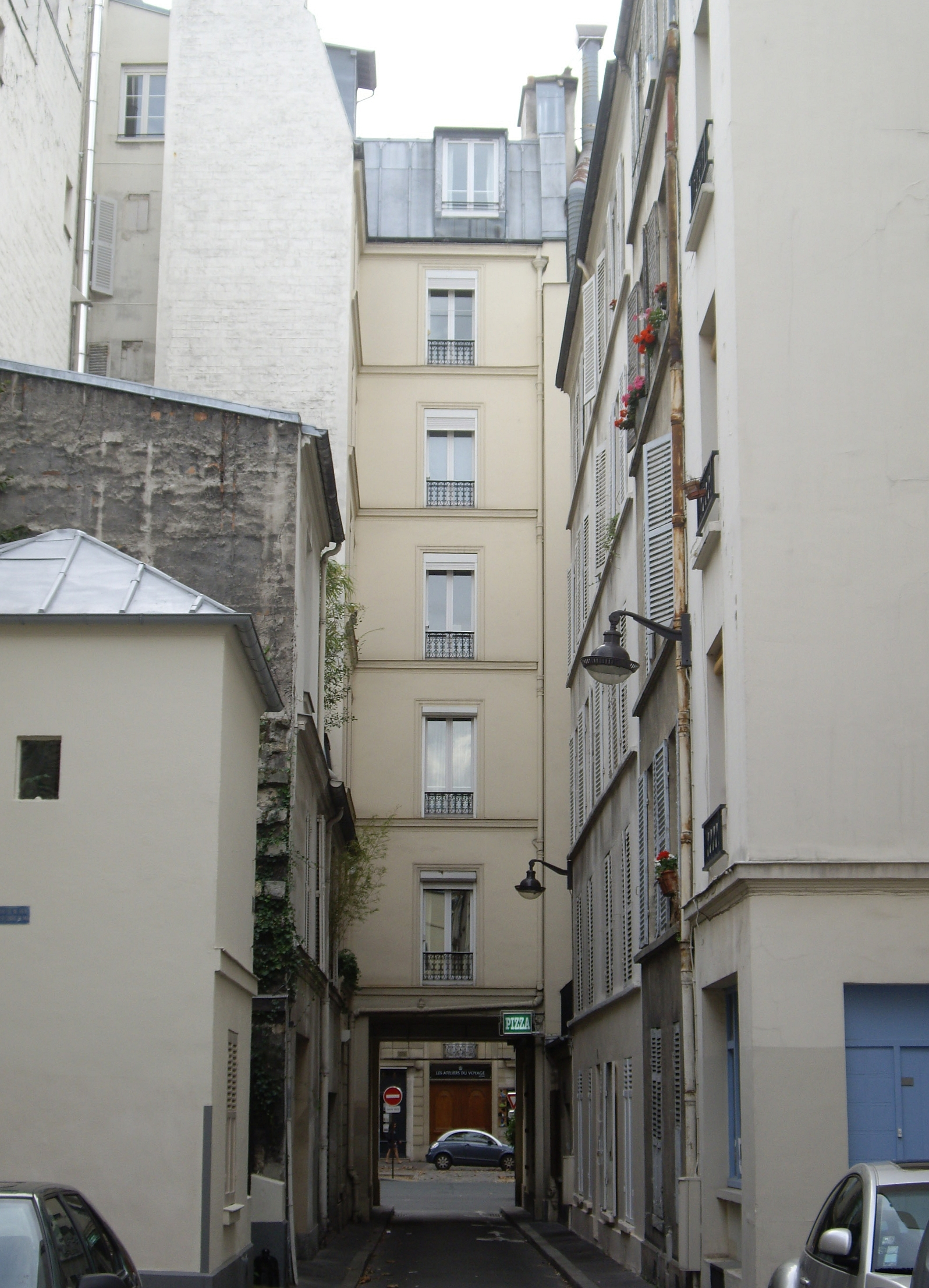
Passage de la Vierge.

Ce passage était autrefois une impasse aboutissant dans la « rue de la Vierge », voie disparue qui devait son nom à la chapelle de la Vierge, construite en 1737.
Le passage est classé dans la voirie de Paris par un arrêté du 14 mai 1935.

## Bâtiments remarquables et lieux de mémoire
Le no 6 du passage de la Vierge était, jusque dans les années 1970, occupé par des bains publics auxquels on accédait également via le 3-5 rue Bosquet.